# Fruela I delle Asturie
Fruela Alfonso, soprannominato "il Crudele" (El Cruel) (Fruela anche in spagnolo, in catalano, in asturiano e in portoghese, Froila in galiziano; 740 circa – Cangas de Onís, 768), fu re delle Asturie dal 757 al 768.

## Origine

Mappa della penisola iberica verso il 750.

Fruela era figlio del re delle Asturie, Alfonso I e di Ermesinda, figlia del principe delle Asturie, Pelagio e di sua moglie Gaudiosa, di cui non si conoscono gli ascendenti, come ci viene confermato sia dallo storico e genealogista spagnolo, Salazar y Castro, che dal CHRONICON  ALBELDENSE.

Alfonso I delle Asturie era figlio del duca Pietro di Cantabria e della moglie, una nobile di cui non si conoscono né gli ascendenti né il nome, ma da una lettera del figlio, Alfonso, risulta essere sorella o nipote di Adolfo abate (Adulfo abbati gloriosissimo domino meo et avunculo meo) del monastero Beatæ Mariæ di Covadonga, come ci viene confermato sia da Salazar y Castro, che lo ricorda come nipote del re Recaredo (Liubigrohona nieta de Recaredo), che la Cronica de Alfonso III, la Historia Silense Pietro discende da Recaredo I e il Sebastiani Chronicon.

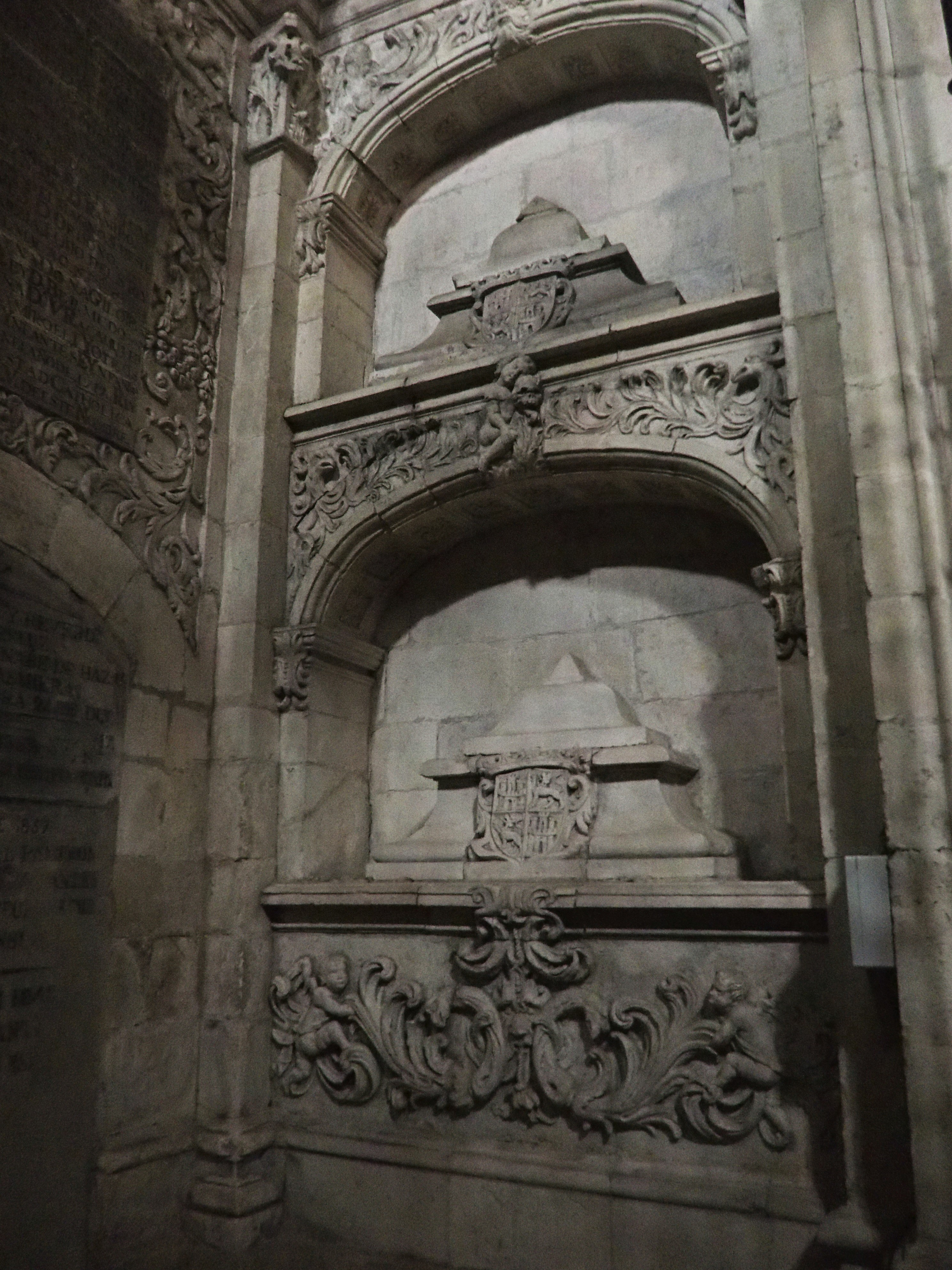
Pantheon dei re della Cattedrale di Oviedo

## Biografia
Suo padre, Alfonso I, morì, nel 757, di morte naturale sia secondo la Cronica de Alfonso III, dopo 18 anni di regno (Regnauit annos XVIII. Vitam feliciter in pace finiuit), il CHRONICON  ALBELDENSE (Morte  propria  decessit) e la CRONICA ROTENSIS(Vixit in regno a. XVIII. Morte propria discessit)  mentre il Chronicon Compostellani riporta che regnò 19 anni, 1 mese e 1 giorno.

Alla sua morte, il regno delle Asturie comprendeva la Galizia, il nord del León, le Asturie, la Rioja sino a Burgos ed arrivava fino a Santander.

sempre nel 757, Fruela gli succedette in quanto figlio primogenito, come riporta il Sebastiani Chronicon.
Se i rapporti di Fruela I con i musulmani di al-Andalus furono relativamente tranquilli, anche per il fatto che il primo emiro di Al-Andalus, ʿAbd al-Rahmān I, che era al potere dal 756 era ancora alle prese con la riorganizzazione dello stato, la cosiddetta Cronica Alfonso III PDF Rotense Sebastianense Albeldense parla invece di un'intensa attività contro i musulmani e in particolare la vittoria di Pontuvium, in Galizia, in cui 54.000 nemici sarebbero caduti e un figlio stesso dell'emiro ʿUmar (Haumar), sarebbe stato fatto prigioniero e quindi giustiziato, viene riportata sia dalla Cronica de Alfonso III (quinquaginta quatuor millia Caldeorum interfecit, quorum ducem adulescentem , nomine Haumar, filium de Abderrahman) dal Sebastiani Chronicon e dalla CRONICA ROTENSIS che definisce Aumar, capo della cavalleria (ducem quoque equitum nomine Aumar uibum adprehendit et in eodem loco capite troncauit.)

Subito dopo, Fruela combatté i Baschi e sposò Munia, catturata durante una campagna militare (Muniam quandam adulescentulam ex Vasconum praeda sibi seruari praecipiens, postea eam in regali coniugio copulauit), come riportano sia la Cronica de Alfonso III che il Sebastiani Chronicon.
Fruela riformò il clero del suo reame, proibendo ai chierici di sposarsi e obbligandoli a lasciare le loro spose, cosa che gli procurò l'inimicizia di gran parte del clero, come viene riportato sia dalla Cronica Alfonso III PDF Rotense Sebastianense Albeldense che dalla La realeza asturleonesa entre Alfonso III y Alfonso IV.
Accorgendosi che suo fratello Vimarano guadagnava le simpatie dell'aristocrazia lo uccise con le sue mani, accusandolo di capeggiare una cospirazione per detronizzarlo. L'omicidio del fratello viene riportato sia dalla Cronica de Alfonso III, dal Sebastiani Chronicon, dal CHRONICON  ALBELDENSE e dalla CRONICA ROTENSIS.
Secondo La web de las biografias questo omicidio gli procurò l'ostilità della nobiltà che tramò con successo il suo assassinio a Cangas de Onís.

Infatti poco dopo l'omicidio del fratello, nel 768, Fruela fu ucciso da un suo uomo come viene riportato da tutte le fonti.

Secondo il Sebastiani Chronicon, dopo aver regnato undici anni e tre mesi, Fruela fu sepolto a Oviedo, città che secondo la tradizione fu da lui fondata.
Siccome il suo erede, Alfonso era ancora in tenera età, secondo il Diccionario biográfico español, Real Academia de la Historia, la nobiltà non lo prese in considerazione e, ancora secondo La web de las biografias, la nobiltà decise di eleggere come suo successore al trono Aurelio, il primogenito dello zio Fruela di Cantabria, figlio di Pietro di Cantabria e fratello di Alfonso il Cattolico.

## Matrimonio e discendenza
Froila, dopo il 760, Fruela aveva sposato Munia, una giovane basca, di cui non si conoscono gli ascendenti, come riportano sia la Cronica de Alfonso III che il Sebastiani Chronicon, originaria dell'Álava, in quanto quando il figlio, Alfonso, fu allontanato dal regno dallo zio, Mauregato, trovò ospitalità presso i parenti della madre ad Alava (Adefonsum de regno expulit. Quo fugiens Adefonsus Alabam petiit propinquisque matris sue se contulit).

Secondo il Sebastiani Chronicon, Munia fu sepolta, assieme al marito, a Oviedo, città che secondo la tradizione fu da lei fondata, assieme al marito.
Froila da Munia ebbe due figli:
- Alfonso detto il Casto[28](765-842), re delle Asturie[28], dal 791 all'842.
- Jimena Froilaz (?-?) che sposò Nepoziano, re usurpatore delle Asturie, come riporta il CHRONICON  ALBELDENSE (Nepotianus  cognatus  regis  Adefonsi)[29].

Froila ebbe anche un figlio da Hermesenda Romaes, figlia di Bernardo Romaes:
- Roman, come conferma il Nobiliario del Conde de Barcelos Don Pedro, che lo cita come fratello di Alfonso detto il Casto (Conde D. Roman hermano del Rey D. Alonso el Casto)[30].

### Fonti primarie
- (LA)  Anastasii abbatis opera omnia.
- (LA)  CRONICA ROTENSIS)
- (LA)  Cronica de Alfonso III
- (LA)  Historia silense
- (LA)  España sagrada. Volumen 13
- (LA)  España sagrada. Volumen 23
- (LA)  España sagrada. Volumen 37
- (ES)  Cronica Alfonso III PDF Rotense Sebastianense Albeldense
- (EN)  Nobiliario del Conde de Barcelos Don Pedro

### Letteratura storiografica
- (ES)  Historia Genealógica de la Casa de Lara
- (ES)  La realeza asturleonesa entre Alfonso III y Alfonso IV Archiviato il 6 gennaio 2023 in Internet Archive.